# 毛道劳什·诺贝特
毛道劳什·诺贝特（匈牙利語：Madaras Norbert，1979年12月1日—），匈牙利男子水球运动员。他曾代表匈牙利参加2004年、2008年和2012年夏季奥林匹克运动会水球比赛，共获得二枚金牌。